# Peter Steinmann (Moderner Fünfkämpfer)
Peter Steinmann (* 11. Juli 1962) ist ein ehemaliger Schweizer Pentathlet.

## Erfolge
Peter Steinmann nahm an drei Olympischen Spielen teil. Er gab 1984 in Los Angeles sein Olympiadebüt und belegte in der Einzelkonkurrenz den 16. Platz. Im Mannschaftswettbewerb verpasste er mit Andy Jung und Peter Minder als Vierter knapp einen Medaillengewinn. Vier Jahre darauf verbesserte sich Steinmann bei den Spielen in Seoul im Einzel auf den neunten Platz und erreichte in der Mannschaftskonkurrenz Platz sieben. Bei den Olympischen Spielen 1992 in Barcelona war Steinmann der einzige Schweizer Pentathlet im Teilnehmerfeld, sodass er dieses Mal lediglich im Einzel antrat. Dort belegte er Rang 16. Grössere Erfolge feierte Steinmann bei Weltmeisterschaften. 1991 wurde er in San Antonio hinter Arkadiusz Skrzypaszek aus Polen Vizeweltmeister im Einzel. Bei den Weltmeisterschaften 1995 in Basel wurde Steinmann mit Pascal Emmenegger und Philipp Wäffler ebenfalls Vizeweltmeister.
Steinmann ist mit Claudia Steinmann-Peczinka verheiratet, die als Synchronschwimmerin an zwei Olympischen Spielen teilnahm. Ihr gemeinsamer Sohn Dimitri Steinmann ist Squashspieler.